# 薩卡爾姆山
42°7′30.40″N 2°23′16.56″E / 42.1251111°N 2.3879333°E
薩卡爾姆山，是西班牙的山峰，位於該國西北部加利西亞自治區，處於拉瓦利登瓦斯，屬於加泰羅尼亞橫斷山脈的一部分，海拔高度1,512米。